# David Jařab
David Jařab, né le 2 janvier 1971 à Hranice, est un réalisateur de cinéma et de théâtre tchèque, dramaturge et représentant du surréalisme.

## Biographie
Né à Hranice, il est le fils de Josef Jařab. En 1994, il est diplômé de la Divadelní fakulta Janáčkovy akademie múzických umění (cs) (Faculté de Théâtre de l'Académie Janáček des Arts du Spectacle) de Brno. De 1993 à 1997, il travaille au HaDivadlo (cs) à Brno comme metteur en scène, auteur, puis comme directeur artistique.
En 1989, il devient membre du groupe surréaliste AIV de Brno, puis du Groupe surréaliste. Il publie dans la revue surréaliste Analogon (cs) et dirige régulièrement les Soirées Analogon du Groupe surréaliste. En 1997, il s'installe à Prague. En 2002, il devient directeur attitré du Divadlo Komedie et, de 2002 à 2012, en assure la direction artistique. De 2018 à 2022, il est directeur attitré du Théâtre sur la Balustrade.  

## Œuvres
Il est le metteur en scène de plus de 50 productions dans diverses scènes théâtrales, mais aussi l'auteur d'un certain nombre de productions (Parsifal, Jeux d'Enfants aneb Paříž XIII, deux versions des Zmatků chovance Törlesse, Klimeš, Zajatci ou un cycle de ses pièces qui se rapportent vaguement à des lieux spécifiques de Prague, par exemple Vodičkova – Lazarská , Žižkov , Karlovo náměstí).
Au Théâtre sur la Balustrade :
- 2017 : d'après William Shakespeare, Macbeth – Too Much Blood
- 2018 : d'après Arthur Conan Doyle, Podivuhodný případ pana Holmese
- 2019 : Ladies no Gentlemen
- 2021 : avec Jakub Kudláč, Freudovo pozdní odpoledne

Certaines de ses productions ont été adaptées par des réalisateurs pour le cinéma, le théâtre ou des projets hybrides, comme Amerikánka (cs) réalisé par Viktor Tauš.

## Cinéma
En 2004, il sort le film Vaterland – Lovecký deník (cs), qui remporte le Lion tchèque de la réalisation artistique. En 2010, son deuxième long métrage, Hlava - ruce - srdce (cs), sort. Son dernier long métrage achevé est une adaptation libre du roman de Joseph Conrad, Au cœur des ténèbres, intitulée Snake Gas. 

## Filmographie
- 2004 : Vaterland - lovecký deník
- 2010 : Hlava - ruce - srdce
- 2018 : Vratislav Effenberger aneb Hon na černého žraloka, documentaire
- 2023 : Hadí plyn
- 2024 : Amerikánka (cs), scénariste